# بويقة أندامانية
بويقة أندامانية (الاسم العلمي: Boiga andamanensis) (بالإنجليزية: Andaman Cat Snake)‏ هي نوع من الزواحف تتبع جنس البويقة من فصيلة الأحناش.